# Krasín
Krasín (516 m n. m.) je vrch a přírodní rezervace v katastrálním území obce Dolná Súča v okrese Trenčín v Trenčínském kraji. Chráněné území bylo vyhlášeno v roce 1971 a jeho rozloha je 26,4 hektaru. Předmětem ochrany je bradlo v Bradlovém pásmu Západních Karpat s pozůstatky hradu Súča a výskytem fosilií ramenonožců.

## Přírodní poměry
Oblast je součástí podbrančsko-trenčínského úseku bradlového pásma Západních Karpat. Tvoří součást bočního hřebene s nejvyšší kótou 516 m, který se táhne jihovýchodním směrem do údolí Váhu. Krasín je tvořen čočkou jurských krinoidních a jílovitých vápenců. Horniny jsou bohaté na fosilie druhohorních lilijic a hlavonožců. Díky velkému podílu křemičitých zrn v hornině se zde nevyvinuly korozní tvary, jako jsou škrapy, závrty a jeskyně. Menší podzemní prostory s velmi slabou sintrovou výzdobou mají puklinový původ. Byly zde však pozorovány znaky krasovění, které probíhalo ve střední juře.
Krasín leží v geomorfologickém celku Bílé Karpaty, v geomorfologickém podcelku Bošácká bradla, která tvoří předěl mezi vlastními Bílými Karpaty na severu a Bielokarpatským podhůřím v Považském podolí. Oblast se vyznačuje teplomilnou a vápnomilnou vegetací. V minulosti byla oblast využívána jako pastvina.